# Lioni
Lioni – miejscowość i gmina we Włoszech, w regionie Kampania, w prowincji Avellino.
Według danych na 1 stycznia 2022 roku gminę zamieszkiwało 5976 osób (2932 mężczyzn i 3044 kobiety).